# 笹森順造
笹森順造（日語：ささもり じゅんぞう，1886年5月18日—1976年2月13日），為日本政治家、劍道家及教育家，稱號政治學士、哲學博士及劍道範士。榮譽為正三位勲一等瑞寶章。曾任東奥義塾塾長、青山學院院長、眾議院議員、參議院議員、復員廳總裁、賠償廳長官、全日本劍道連盟最高顧問以及國務大臣。

## 經歷

### 早年
1886年，笹森順造生於青森縣弘前若黨町（後改為弘前市），為前弘前藩藩士笹森要蔵第六子。1894年，他入門北辰堂道場，其中學習小野派一刀流劍術。14歲時，他受洗成為基督徒。 
1910年，他畢業於早稻田大學政治經濟科，之後曾經做過雜誌『新公論』的記者。兩年後，他前往美國留學，入讀科羅拉多州丹佛大學，畢業後曾任南加州日本人會書記長。

### 教育生涯
1922年，東奥義塾復校，笹森出任該校的校長，一做就做了十八年。1939年，他轉為到青山學院當了四年的院長。此外他還曾經做過日本經濟短期大學學長、國際基督教大學、東京神學大學以及大阪齒科大學的理事。

### 政治生涯
1946年，正值二戰結束，笹森決定參選第22回眾議院議員總選舉青森縣全縣區，最後成功當選，並且連任了四屆。同年，他和另外31人組成了國民黨，一年後該黨與協同民主黨和併成為國民協同黨（自由民主黨前身之一），笹森獲選為代議士會長。同年首相片山哲組成片山內閣，笹森獲任命為國務大臣，之後又曾經擔任復員廳總裁、賠償廳長官。在任期間，他曾經盡力解決西伯利亞滯留者的回國問題以及日本之戰争賠償。
於辭任賠償廳長官後，他加入自由民主黨。1953年，他參加第26回眾議院議員總選舉但落選，同年參加參議院補選最後成功當選，並連任三屆。1960年出任日本駐剛果共和國特派大使，兩年後成為憲法調査會委員，1964年獲勳勲一等瑞寶章。1968年尋求連任（參議院），可最後敗給新人山崎龍男，同年笹森隱退。之後他曾任世界連邦日本國會委員會第4代會長。

### 劍道生涯
學懂北辰堂道場小野派一刀流劍術後，他曾進入早稲田大學劍道部，並跟隨高野佐三郎學習中西派一刀流。其後笹森成為了小野派一刀流第16代宗家，並且傳承了林崎新夢想流居合以及直元流大長刀術。
二戰後駐日盟軍總司令頒佈了禁止劍道期，笹森創立了全日本撓競技連盟，兼任會長。1954年，該會和全日本劍道連盟合併，而笹森出任該盟的最高顧問。
1976年，笹森順造因為肺炎而病逝，享年89歲，死後獲追封為正三位。2003年，全日本劍道連盟設立劍道殿堂以彰顯該人物對劍道的貢獻，而笹森榜上有名。

## 家族
笹森有兩名兄長，分別是長兄笹森卯一郎（鎮西學院初代院長）以及次兄淺田良逸（陸軍軍人，後過繼給淺田信興）。
笹森的太太名為笹森壽，是陸軍軍人金子直壽次女。
兩人育有三男三女，其中三儿子笹森建美為小野派一刀流第17代宗家。

## 來源
笹森壽子
1. 1 2  . . 1961.
2. ↑  クリスチャントゥデイ. . 2017  [2020-11-22]. （原始内容存档于2018-05-30）.
3. ↑  弘前市立弘前図書館／おくゆかしき津軽の古典籍. .   [2020-11-22].
4. ↑  コトバンク. .   [2020-11-22]. （原始内容存档于2020-11-29）.
5. ↑  国会議員白書トップ. .   [2020-11-22]. （原始内容存档于2020-11-30）.
6. ↑  社長の独り言. .   [2020-11-22]. （原始内容存档于2021-01-21）.
7. ↑  高原 和彦.  (PDF).   [2020-11-22].
8. ↑  山本甲一. . 島津書房. 2017. ISBN 9784882181651.
9. ↑  產經新聞. .   [2020-11-22]. （原始内容存档于2017-08-28）.
10. ↑  日本武道館. . 約八十年代.
11. ↑  霞会館華族家系大成編輯委員会. . 霞会館. 1996.
12. ↑  作 家 解 説.  (PDF).   [2024-01-01].